# Help Ons Bloaz'n

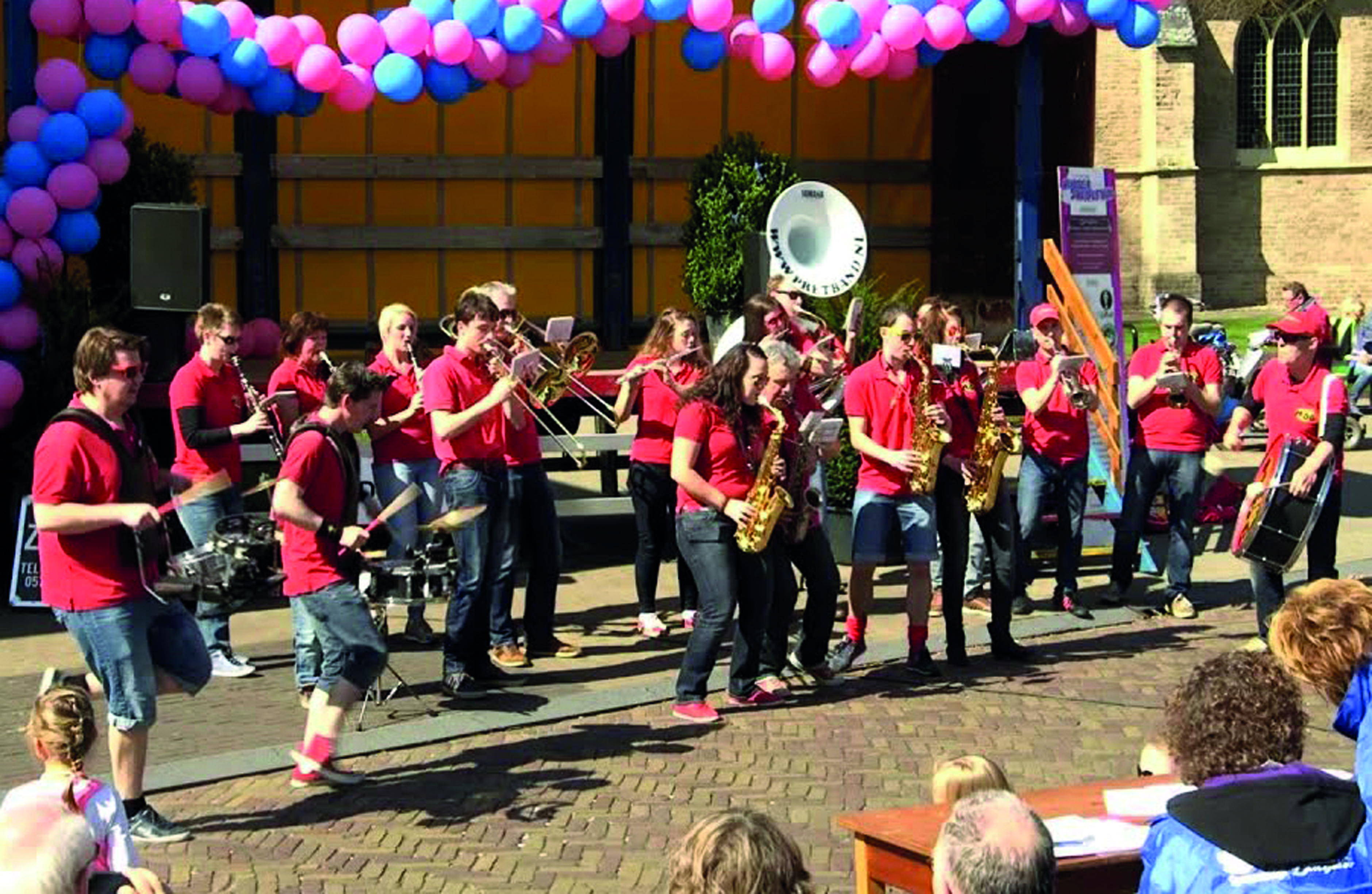
Help Ons Bloaz'n in actie

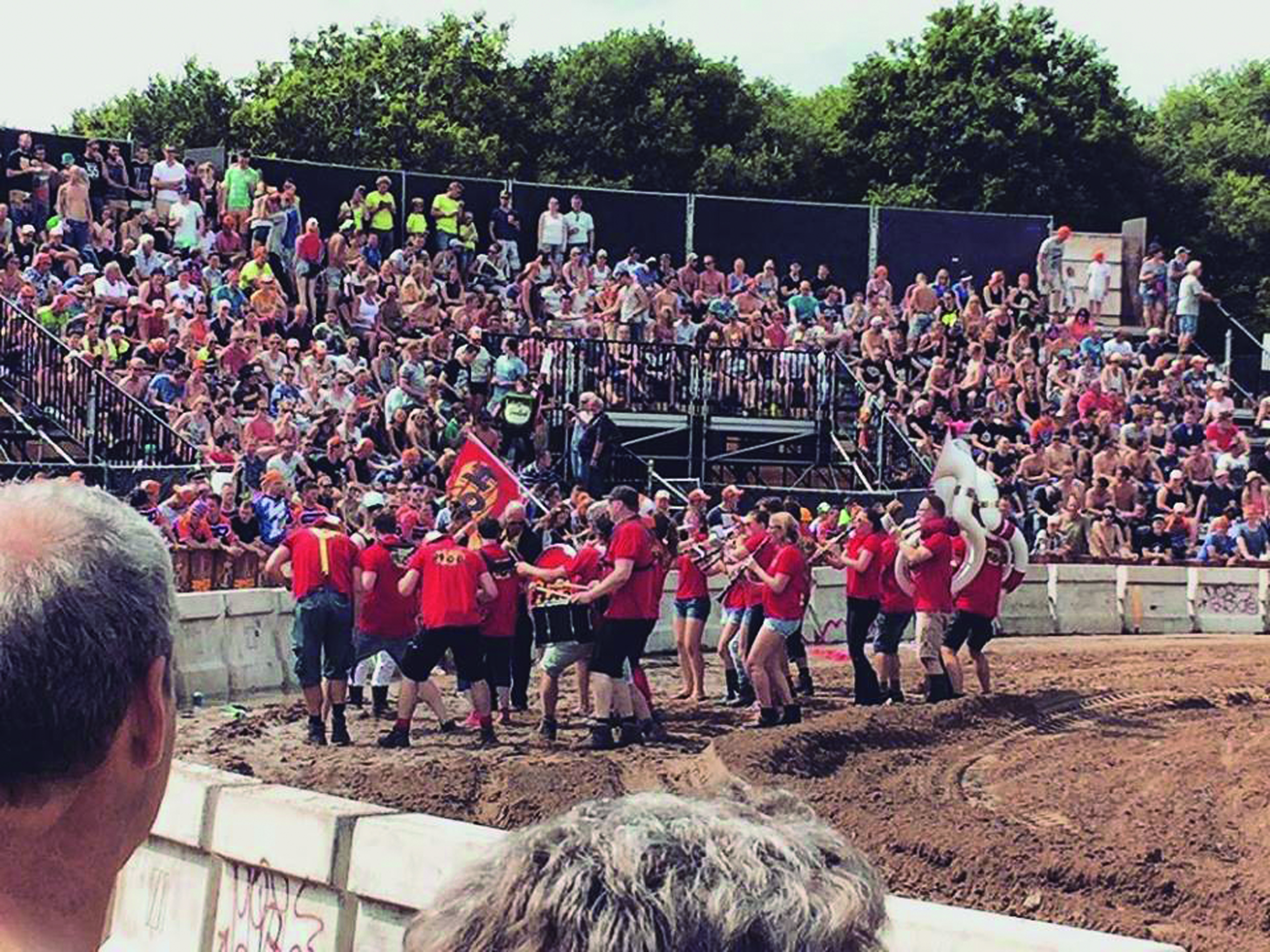
Help Ons Bloaz'n op de Zwarte Cross 2014

Help Ons Bloaz'n is een pretband uit Brummen. Deze band is een onderdeel van muziekvereniging Harmonie Orkest Brummen.
Help Ons Bloaz'n is in 2004 ontstaan vanuit een boerenkapel, die enkel bij het plaatselijke vogelschieten tijdens de Brummense kermis optrad. 
Sindsdien is het niet alleen bij optreden op de kermis gebleven. Naast alle feesten die in- en rondom Brummen plaatsvinden (zoals Koningsdag, Sinterklaas, markten en de kermis) is de pretband ook vaak te vinden op dweilfestivals zoals e Bemmelse Dweildag. Hier hebben ze twee keer de publieksprijs gewonnen en zijn ze in 2018 tweede geworden in de categorie 'show' wat resulteerde in een optreden op de Zwarte Cross. Ook in 2014 mochten ze optreden op dit festival.

## Bezetting
Zoals de benaming pretband al doet vermoeden heeft Help Ons Bloaz'n geen standaard dweilbezetting. De instrumentatie is als volgt:
- trompetten
- trombones
- dwarsfluit en piccolo (fluit)
- klarinet zowel Eb-klarinet als Bb-klarinet
- hoorns
- saxofoon (zowel alt, tenor als bariton)
- bariton
- sousafoon
- slagwerk